# Thun

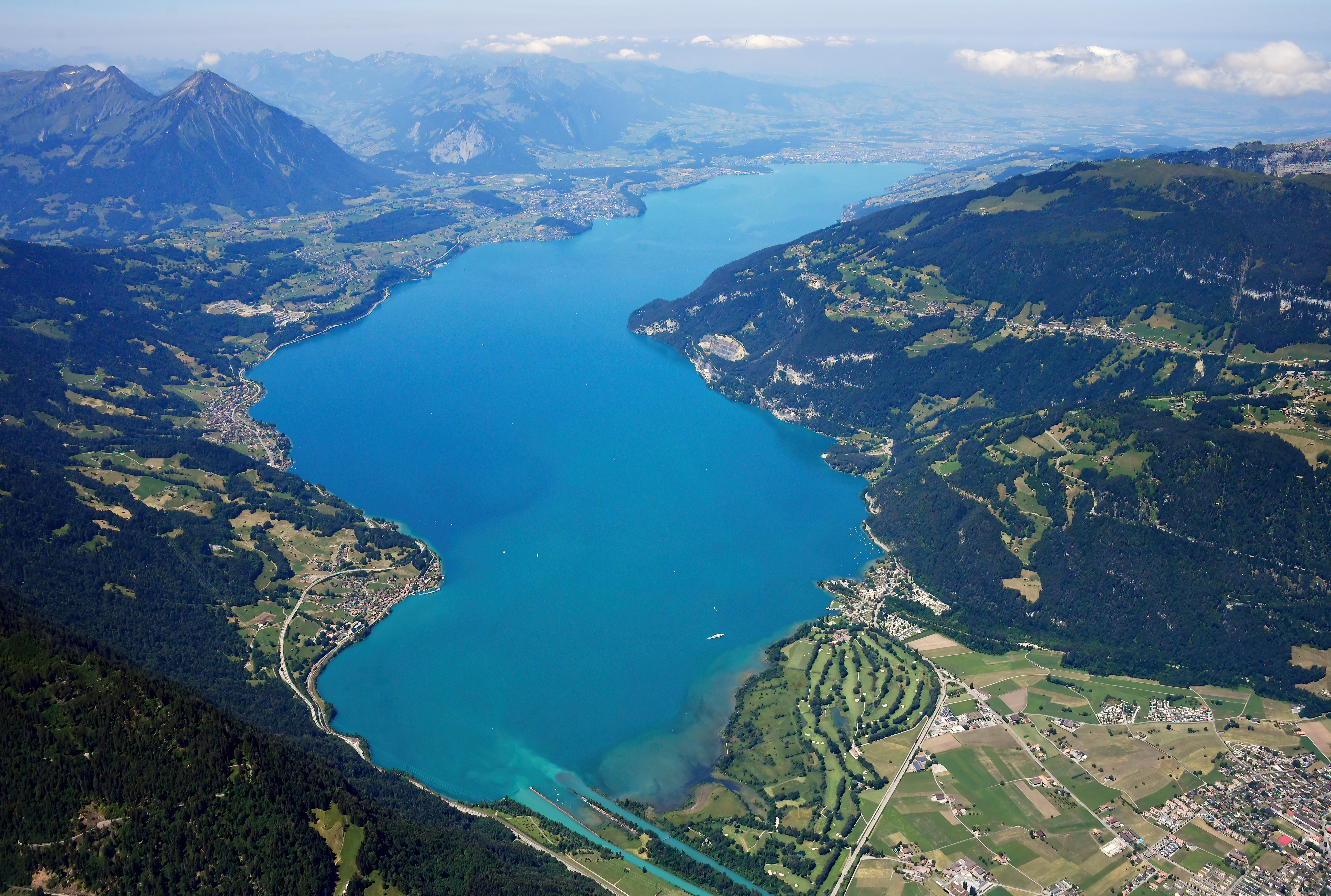
Lacul Thun.

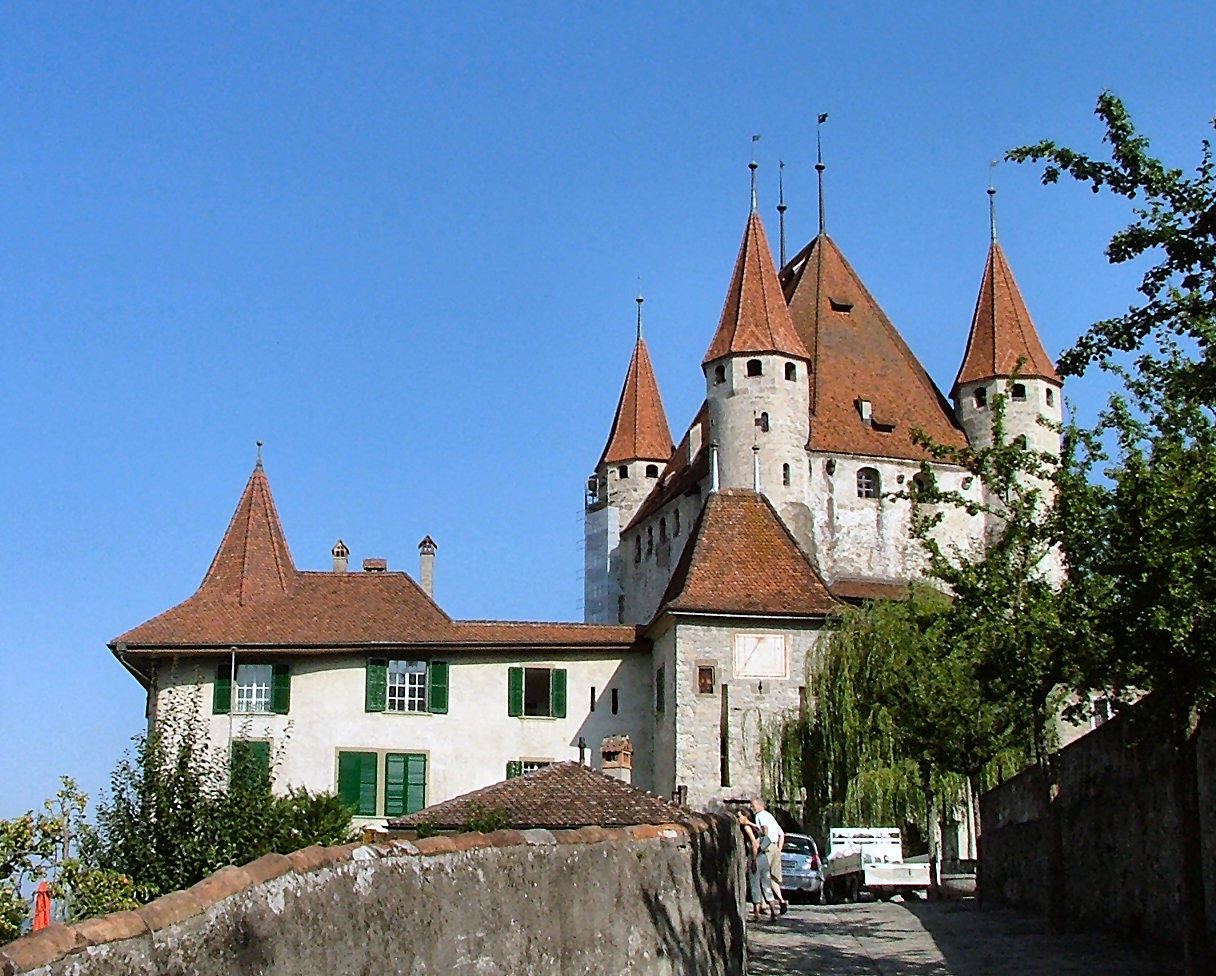
Castelul din Thun

Thun (în franceză Thoune) este un oraș din cantonul Berna în Elveția cu aproximativ 43.734 locuitori (31 decembrie 2018)
. 
Se află acolo unde râul  Aare curge din Lacul Thun (Thunersee), la 19 km sud de Berna. 
Economia Thunului se bazează pe turism, industria alimentară și tipografică, și construcția de mașini. Aici se află și cea mai mare garnizoană din țară.

## Istorie
Zona unde se află astăzi orașul Thun a fost locuită încă din epoca neolitică (la începutul mileniului III î.C. Numele orașului provine din celtă Dunum, însemnând "oraș fortificat". A fost ocupat de romani în 58 î.C., când legiunile romane au cucerit aproape întreaga Elveție, și a devenit în scurt timp unul dintre centrele administrative ale regiunii.
Romanii au fost alungați din Elveția, inclusiv Thun, de către burgunzi în jurul anului 400 d.C. Râul Aare a devenit frontiera dintre burgunzii creșștini și alemannii germanici păgâni care locuiau la nord. A fost menționat pentru prima oară în secolul al VII.lea, în cronica călugărului franc Fredgar. 
Regiunea Thun a intrat în Sfântul Imperiu Roman în 1033,când Conrad al II-lea a primit titlul de rege al Burgundiei. Împărații au încredințat familiei Zähringen, din Berna, sarcina de a supune nobilii răzvrătiți din Elveția centrală. În jurul anului 1190, ducele Bertold al V-lea von Zähringen a construit un castel la Thun, și a extins orașul.
În 1264 a primit drepturi de stat. iar în 1384 orașul a fost cumpărat de cantonul Berna.
În 1819 o școală militară a fost fondată în oraș, devenind mai târziu cea mai importantă din Elveția. Thun a fost legat de rețeaua feroviară a Elveției  în 1859 și de rețeaua telefonică în 1888.

## Obiective turistice
- Castelul (secolul XII) cu un muzeu de istorie adiacent. Acesta are mai multe secțiuni despre armuri și arme medievale și viața rurală.
- Rathaus (primăria), construcție din secolul XVI.
- Lacul Thun și vederea asupra Alpilor.

## Sport
- Fotbal: FC Thun joacă în Superliga Elvețiană, pe stadionul Lachen.

## Lagături externe
Materiale media legate de Thun la Wikimedia Commons
- Situl oficial al orașului
- Informații turistice
- Galerie foto a regiunii Lacului Thun (Thunersee)